# Nobutoshi Hikage
Nobutoshi Hikage –en japonés, 日蔭 暢年, Hikage Nobutoshi– (9 de julio de 1956) es un deportista japonés que compitió en judo. Ganó dos medallas de oro en el Campeonato Mundial de Judo en los años 1983 y 1985, y una medalla de oro en el Campeonato Asiático de Judo de 1981.

## Palmarés internacional
| Campeonato Mundial  | Campeonato Mundial   | Campeonato Mundial | Campeonato Mundial |
| Año                 | Lugar                | Medalla            | Categoría          |
| ------------------- | -------------------- | ------------------ | ------------------ |
| 1983                | Moscú ( URSS)        | Medalla de oro     | –78 kg             |
| 1985                | Seúl (Corea del Sur) | Medalla de oro     | –78 kg             |
| Campeonato Asiático |                      |                    |                    |
| Año                 | Lugar                | Medalla            | Categoría          |
| 1981                | Yakarta (Indonesia)  | Medalla de oro     | –78 kg             |